# Chelsia Chan
Pour les articles homonymes, voir Chan.
Chelsia Chan (chinois : 陈秋霞), née le 12 novembre 1957 à Hong Kong, est une actrice et chanteuse hong-kongaise.

## Biographie
Chan rejoint l'industrie de la musique après avoir remporté le premier prix d'un concours de chant créatif amateur en 1975 à Hong Kong avec la chanson anglaise Dark Side of Your Mind, qu'elle a composée avec des paroles fournies par son manager de l'époque, Pato Leung. Chan est aussi chanteuse avec le groupe de Hong Kong The Wynners.
En 1976, à l'âge de 19 ans, elle remporte le prix de l'actrice principale aux Golden Horse Film Festival and Awards de Taiwan pour le film Qiu Xia. Elle est à ce jour la plus jeune lauréate avec la carrière à l'écran la plus courte (sept ans) de l'histoire du festival.
Chan épouse en 1981 le président de Lion Group, William Cheng.

## Discographie
Singles
- Our Last Song Together/Where Are You? (1975)
- Little Bird ~ adapted from Kaze/Are You Still Mad at Me? (1975)

Albums
- Dark Side Of Your Mind (1975)
- Chelsia My Love (1976)
- Because Of You (1977)
- Love on A foggy River (1978)
- 你不要走不要走 (1978)
- 結婚三級跳 (1979)
- 第二道彩虹 (1979)
- Fly with Love (1979)
- A Sorrowful Wedding (1979)
- Flying Home (1980)
- Poor Chasers (1980)
- 古寧頭大戰 (1980)